# پابلو ماکویدا
پابلو ماکویدا (انگلیسی: Pablo Maqueda؛ زادهٔ ۱۸ ژانویهٔ ۱۹۷۱) بازیکن فوتبال اهل اسپانیا است.
از باشگاه‌هایی که در آن بازی کرده‌است می‌توان به باشگاه ورزشی رئال مایورکا، باشگاه فوتبال آویسپا فوکوئوکا، باشگاه فوتبال رئال اویدو، باشگاه فوتبال بارسلونا بی، و باشگاه فوتبال بارسلونا اشاره کرد.